# Дворянинова, Валентина Петровна
Валентина Петровна Дворянинова (2 февраля 1928, Брянская губерния — 22 марта 2019, Московская область) — советская и российская эстрадная певица (сопрано).

## Биография
Родилась 2 февраля 1928 года в Дятькове Брянской губернии. В связи с назначением отца в Закавказский пограничный округ семья переехала в Баку, а затем в Тбилиси, где Валя обучалась в школе и занималась пением в детском ансамбле погранотряда. В 1944 году, сразу после освобождения Одессы, отец получил назначение в этот город, где Валентина поступила в музыкальное училище и успешно выступала в пограничном ансамбле.
В 1947 году приехала в Москву и была принята в Музыкальное училище при консерватории. Пела в коллективе МВД, где совершенствовала свой вокал у Елизаветы Пашкевич.
В 1953 году Дворянинова прошла отбор и начала свои выступления на сцене Большого театра в составе хора.
С 1957 по 1963 год успешно выступала в качестве солистки оркестра под управлением Олега Лундстрема, а затем стала солисткой Москонцерта. Особенно плодотворным было её сотрудничество с композиторами А. Петровым, Я. Френкелем, В. Дмитриевым и А. Эшпаем, с которыми она первой исполняла их песни.
Валентина Дворянинова была первой исполнительницей многих известных песен: «Спят усталые игрушки», «Калина красная», «Лиинахамари» и др. Часто приходилось петь за кадром при озвучивании фильмов: «Мы с тобой два берега у одной реки», «Карелия», «Человек из мечты» и др.
В 1960-х и 1970-х годах певица пользовалась значительной популярностью в Советском Союзе и во многих странах, где прошли её гастроли. Она — Лауреат Всесоюзного конкурса артистов эстрады (1962) и Всемирного фестиваля молодёжи и студентов в Гаване (1978).
Запомнились выступления певицы на радиостанции «Юность», во многих выпусках популярной воскресной радиопередачи «С добрым утром». Особенно хорошо знали Дворянинову в воинских частях, где она часто выступала, помня о своём детстве, неразрывно связанном с армейской средой.
В 1970—1980-х годах Валентина Дворянинова по командировкам от Москонцерта много пела на круизных судах «Леонид Собинов», «Грузия», «Иван Франко», «Колхида», находящихся в длительном плавании.
В 2006 году на фирме «Мелодия» выпущен диск В. Дворяниновой «Насмотрись, зорька, в реченьку».
В 2008 году Валентина Петровна награждена медалью «Талант и призвание» Всемирного благотворительного альянса «Миротворец», медалями в честь Победы, грамотами многих ведомств, регионов, воинских частей и предприятий.
Умерла 22 марта 2019 года на 92-м году жизни в специализированном частном пансионате для пожилых людей в Одинцовском районе Московской области. Прощание с певицей прошло в зале Митинского крематория. Похоронена в Москве на Троекуровском кладбище. Колумбарий, секция 1а..

## Семья
Отец — Пётр Павлович Дворянинов (1900—1995) с 16 лет был связан с армией; участвовал в Первой мировой и Гражданской войнах, а также Великой Отечественной войне, после которой был офицером-пограничником.
Мать — Агриппина Ивановна Дворянинова, урождённая Байкова (1905—1969), ведущая актриса в самодеятельных коллективах по месту службы мужа.
Валентина Петровна Дворянинова замужем не была, детей не имела. Общалась с племянником Петром. Валентина Дворянинова много лет прожила в коммунальной квартире в центре Москвы. В последние годы проживала в специализированном частном пансионате для пожилых людей. Только после смерти певицы родственники узнали, что она скончалась в пансионате.